# Polypoetes deldon
Polypoetes deldon är en fjärilsart som beskrevs av Druce 1885. Polypoetes deldon ingår i släktet Polypoetes och familjen tandspinnare. Inga underarter finns listade i Catalogue of Life.